# Bieżeck
Bieżeck (ros. Бежецк), to miasto położone w zachodniej Rosji na terenie obwodu twerskiego, centrum administracyjne Rejonu bieżeckiego, 120 km od Tweru.

## Historia
Pierwsza wzmianka o osadzie w 1137, choć wyniki wykopalisk archeologicznych wskazują na wcześniejsze osadnictwo i należał do Nowogrodu. W końcu XIV wieku znalazł się w obrębie Księstwa Moskiewskiego. Od 1766 pod nazwą Gorodeck (ros. Городецк), od 1775 prawa miejskie. W 1876 doprowadzono tu linię kolejową i w końcu XIX wieku miasto stało się centrum handlu lnem.

### Zabytki
- 3 cerkwie (zniszczone w okresie sowieckim) z lat 1670, 1772 i 1775, cmentarna cerkiew Obrazu Chrystusa Nie Ludzką Ręką Uczynionego w Bieżecku z 1895 (obecnie katedra eparchii bieżeckiej)[1]
- 2 klasztory: męski monaster Wprowadzenia Matki Bożej do Świątyni w Bieżecku – zachowała się jedynie dzwonnica[2]; żeński monaster Zwiastowania w Bieżecku – zniszczony w czasach ZSRR, następnie reaktywowany[3].